# Mullus argentinae
Mullus argentinae är en fiskart som beskrevs av Hubbs och Marini, 1933. Mullus argentinae ingår i släktet Mullus och familjen mullefiskar. Inga underarter finns listade i Catalogue of Life.